# Культфронт
«Культфронт» — український радянський щомісячний журнал. Виходив у 1931—1935 рр. тричі на місяць у Харкові як друкований орган Ради профспілок УСРР. Його попередниками сучасні дослідники вважають видання «Путь к коммунизму» (1921–24), «Селянський будинок» (1924–30), «Робочий клуб» (1925–26), «Культробітник» (1928–30), хоча в першому номері журналу зазначалося, що його попередниками є лише «Робочий клуб» та «Культробітник». Висвітлював різноманітні аспекти культурно-освітнього життя, популяризував соціалістичну культуру, вміщував огляди, кольорові репродукції тощо. Мав додаток «Читач-рецензент» (1930—1931).
Також «Культфронт» — журнал, орган культпропу крайкому ВКП (б), крайпрофслілок і крайоно середнього Поволжжя. Видавався з березня 1931 року.